# Aldo Righi
Aldo Righi (29 luglio 1947) è un allenatore di atletica leggera ed ex astista italiano, medaglia di bronzo ai campionati europei di atletica leggera 1969. Nel 1970 fu il primo campione italiano assoluto del salto con l'asta indoor con la misura di 4,70 m.

## Palmarès
| Anno | Manifestazione | Sede  | Evento           | Risultato | Prestazione | Note |
| ---- | -------------- | ----- | ---------------- | --------- | ----------- | ---- |
| 1969 | Europei        | Atene | Salto con l'asta | Bronzo    | 5,10 m      |      |

## Campionati nazionali
- 1 volta campione italiano assoluto di salto con l'asta indoor (1970)

1970
- Oro ai campionati italiani assoluti di atletica leggera, salto con l'asta - 4,70 m